# Schweizer Parlamentswahlen 1851/Resultate Nationalratswahlen

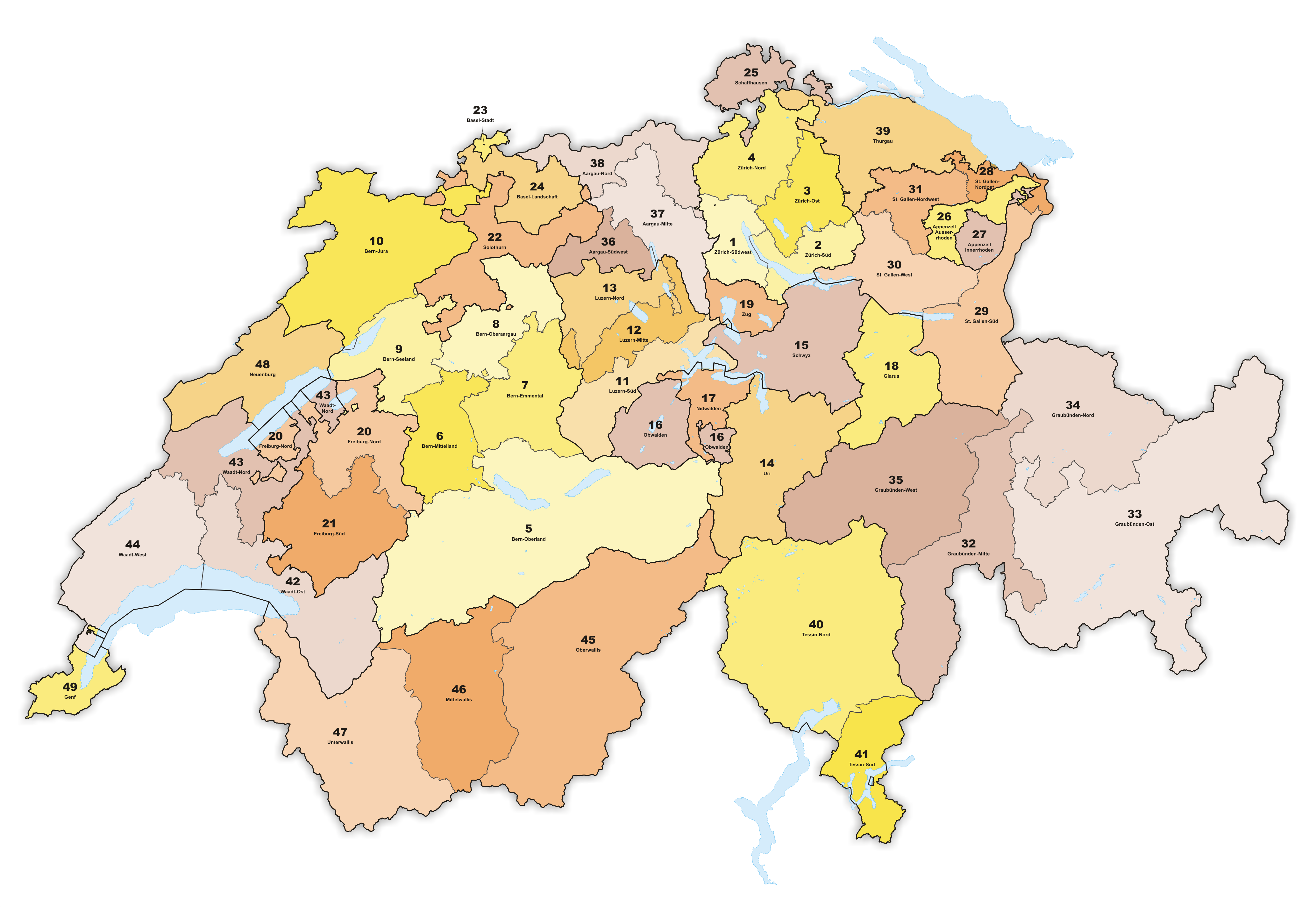
Nationalratswahlkreise von 1851 bis 1863

Die Nationalratswahlen der 2. Legislaturperiode fanden am 26. Oktober 1851 statt. Neu zu besetzen waren 120 Sitze im schweizerischen Nationalrat. Auf dieser Seite findet sich eine Übersicht über die detaillierten Resultate in den Kantonen.

## Erklärungen
Wie bei allen Wahlen vor der Einführung des heute üblichen Proporzwahlrechts im Jahr 1919 gelangte das Majorzwahlrecht zur Anwendung. Das Land war zu diesem Zweck in 49 unterschiedlich grosse Nationalratswahlkreise unterteilt, in denen ein bis vier Sitze zu vergeben waren. Angewendet wurde die so genannte romanische Mehrheitswahl, bei der ein Kandidat die absolute Mehrheit der abgegebenen Stimmen benötigte, um gewählt zu werden. Jeder Wähler hatte so viele Stimmen, wie Sitze zu vergeben waren. In einzelnen Wahlkreisen waren bis zu drei Wahlgänge notwendig.
In den Kantonen Appenzell Ausserrhoden, Appenzell Innerrhoden, Glarus, Obwalden, Nidwalden und Uri erfolgte die Wahl durch die jeweilige Landsgemeinde. Aus diesem Grund sind keine genauen Ergebnisse verfügbar.
- Wahlkreis: Die Wahlkreise waren fortlaufend nummeriert, geordnet nach der Reihenfolge der Kantone in der schweizerischen Bundesverfassung. Aufgrund der wechselnden Anzahl Wahlkreise im Laufe der Jahre erhielten manche mehrmals eine neue Nummer. Deshalb besitzen die weiterführenden Artikel ein Lemma mit einer inoffiziellen geographischen Bezeichnung.
- Gewählte Kandidaten sind fett markiert, nicht gewählte Kandidaten sind kursiv markiert

## Parteien
Eine Zuordnung von Kandidaten zu Parteien und politischen Gruppierungen ist nur bedingt möglich, da sie nicht auf offiziellen Parteilisten kandidierten. Der politischen Wirklichkeit des 19. Jahrhunderts entsprechend kann man eher von Parteiströmungen oder -richtungen sprechen. Die verwendeten Parteibezeichnungen sind daher eine ideologische Einschätzung.
- FL = Freisinnige Linke (Freisinnige, Radikale, Radikaldemokraten)
- LM = Liberale Mitte (Liberale, Liberaldemokraten)
- KK = Katholisch-Konservative
- ER = Evangelische Rechte (evangelische/reformierte Konservative)
- DL = Demokratische Linke (extreme Linke)

## Ergebnisse der Nationalratswahlen

### Kanton Aargau (10 Sitze)
| Wahlkreis | Sitze | Datum                           | Wahlbe- rechtigte | Anzahl Wählende | Wahlbe- teiligung | Gewählte und Nichtgewählte | Partei                     | Stimmen                                                     | Anteil                                                                |
| --------- | ----- | ------------------------------- | ----------------- | --------------- | ----------------- | --- | -------------------------- | ----------------------------------------------------------- | --------------------------------------------------------------------- |
| Nr. 36    | 3     | 26. Oktober 1851                | 11 141            | 9 236           | 82,9 %            | Friedrich Frey-Herosé Adolf Fischer Samuel Friedrich Siegfried Johann Hartmann Künzli Theodor Billo                                                                                 | FL LM FL DL DL             | 7 926 7 431 5 782 1 129 1 036                               | 85,8 % 80,5 % 62,6 % 12,2 % 11,2 %                                    |
| Nr. 36    | 3     | 28. Dezember 1851               | 11 141            | ca. 6 000       | 53,9 %            | Samuel Frey Johann Hartmann Künzli | LM FL                      | 2 756 1 274                                                 | 45,9 % 21,2 %                                                         |
| Nr. 36    | 3     | 11. Januar 1852                 | 11 141            | 8 620           | 77,4 %            | Samuel Frey Johann Hartmann Künzli | LM FL                      | 5 873 1 230                                                 | 68,1 % 14,3 %                                                         |
| Nr. 37    | 4     | 26. Oktober 1851                | 17 477            | 14 032          | 80,3 %            | Johann Peter Bruggisser Friedrich Schmid Samuel Schwarz Franz Waller Johann Rudolf Ringier Samuel Friedrich Siegfried Wilhelm Karl Baldinger Jakob Isler Peter Suter Gottlieb Jäger | FL LM FL LM FL KK FL DL DL | 8 151 6 150 5 000 4 608 2 933 2 838 2 726 2 642 2 511 2 310 | 58,1 % 43,8 % 35,6 % 32,8 % 20,9 % 20,2 % 19,4 % 18,8 % 17,9 % 16,5 % |
| Nr. 37    | 4     | 9. November 1851 (2. Wahlgang)  | 17 477            | 14 095          | 80,7 %            | Friedrich Schmid Samuel Schwarz Franz Waller Johann Rudolf Ringier Gottlieb Jäger                                                                                                   | LM FL LM DL                | 9 536 8 817 5 577 3 957 1 746                               | 67,7 % 62,6 % 39,6 % 28,1 % 12,4 %                                    |
| Nr. 37    | 4     | 23. November 1851 (3. Wahlgang) | 17 477            | 14 355          | 82,1 %            | Franz Waller Johann Rudolf Ringier | FL LM                      | 7 978 4 348                                                 | 55,6 % 30,3 %                                                         |
| Nr. 38    | 3     | 26. Oktober 1851                | 13 413            | 10 705          | 79,8 %            | Udalrich Schaufelbühl Gregor Lützelschwab Franz Waller Karl Ferdinand Schimpf Joseph Fidel Wieland Karl Ludwig Baldinger Karl Emanuel Fahrländer                                    | KK KK FL KK KK             | 6 914 5 494 3 416 3 104 3 005 2 593 1 633                   | 64,6 % 51,3 % 31,9 % 29,0 % 28,1 % 24,2 % 15,3 %                      |
| Nr. 38    | 3     | 9. November 1851 (2. Wahlgang)  | 13 413            | 10 559          | 78,7 %            | Karl Ludwig Baldinger Karl Ferdinand Schimpf Franz Waller | KK FL FL                   | 4 067 3 098 1 262                                           | 38,5 % 29,3 % 12,0 %                                                  |
| Nr. 38    | 3     | 23. November 1851 (3. Wahlgang) | 13 413            | 10 721          | 79,9 %            | Karl Ludwig Baldinger Karl Ferdinand Schimpf | KK FL                      | 5 612 4 409                                                 | 52,3 % 41,1 %                                                         |

### Kanton Appenzell Ausserrhoden (2 Sitze)
| Wahlkreis | Sitze | Datum            | Wahlbe- rechtigte | Gewählte                                   | Partei |
| --------- | ----- | ---------------- | ----------------- | ------------------------------------------ | ------ |
| Nr. 26    | 2     | 26. Oktober 1851 | 9 680             | Johann Jakob Sutter Johann Heinrich Tanner | FL FL  |

### Kanton Appenzell Innerrhoden (1 Sitz)
| Wahlkreis | Sitze | Datum            | Wahlbe- rechtigte | Gewählte              | Partei |
| --------- | ----- | ---------------- | ----------------- | --------------------- | ------ |
| Nr. 27    | 1     | 26. Oktober 1851 | ca. 2 300         | Johann Nepomuk Hautle | KK     |

### Kanton Basel-Landschaft (2 Sitze)
| Wahlkreis | Sitze | Datum                           | Wahlbe- rechtigte | Anzahl Wählende | Wahlbe- teiligung | Gewählte und Nichtgewählte                                                                                     | Partei         | Stimmen                             | Anteil                                    |
| --------- | ----- | ------------------------------- | ----------------- | --------------- | ----------------- | --- | -------------- | ----------------------------------- | ----------------------------------------- |
| Nr. 24    | 2     | 26. Oktober 1851                | 10 320            | 2 525           | 24,5 %            | Johann Jakob Aenishänslin Stephan Gutzwiller Emil Remigius Frey Johannes Mesmer Johann Jakob Matt August Gysin | FL FL DL FL FL | 1 512 1 345 0 642 0 287 0 266 0 259 | 59,9 % 53,2 % 25,4 % 11,4 % 10,5 % 10,2 % |
| Nr. 24    | 2     | 16. November 1851 (2. Wahlgang) | 10 320            | 2 240           | 21,7 %            | Anton von Blarer Johannes Mesmer Emil Remigius Frey                                                            | FL DL DL       | 0 760 0 644 0 327                   | 33,9 % 28,8 % 14,6 %                      |
| Nr. 24    | 2     | 23. November 1851 (3. Wahlgang) | 10 320            | 2 715           | 26,3 %            | Johannes Mesmer Anton von Blarer                                                                               | DL FL          | 1 401 0 760                         | 51,6 % 28,0 %                             |

### Kanton Basel-Stadt (1 Sitz)
| Wahlkreis | Sitze | Datum            | Wahlbe- rechtigte | Anzahl Wählende | Wahlbe- teiligung | Gewählte und Nichtgewählte | Partei | Stimmen | Anteil |
| --------- | ----- | ---------------- | ----------------- | --------------- | ----------------- | -------------------------- | ------ | ------- | ------ |
| Nr. 23    | 1     | 26. Oktober 1851 | 3 480             | 1 514           | 43,5 %            | Achilles Bischoff          | LM     | 1 388   | 91,7 % |

### Kanton Bern (23 Sitze)
| Wahlkreis | Sitze | Datum                           | Wahlbe- rechtigte | Anzahl Wählende | Wahlbe- teiligung | Gewählte und Nichtgewählte | Partei         | Stimmen                                         | Anteil                                                  |
| --------- | ----- | ------------------------------- | ----------------- | --------------- | ----------------- | --- | -------------- | ----------------------------------------------- | ------------------------------------------------------- |
| Nr. 5     | 4     | 26. Oktober 1851                | 16 756            | 15 248          | 91,3 %            | Albert Lohner Jakob Karlen Albrecht Weyermann Jakob Imobersteg Johannes Knechtenhofer Jakob Weissmüller Niklaus Schilt Eduard von Müller                         | FL FL ER ER    | 8 280 8 280 7 873 7 862 6 994 6 980 6 768 6 679 | 54,3 % 54,3 % 51,6 % 51,6 % 45,9 % 45,8 % 44,4 % 43,8 % |
| Nr. 6     | 4     | 26. Oktober 1851                | 17 554            | 13 111          | 74,7 %            | Ulrich Ochsenbein Eduard Blösch Friedrich Fueter Bendicht Straub Jakob Stämpfli Johann Rudolf Schneider Gottlieb Müller Johann August Weingart                   | LM ER FL FL    | 7 739 7 569 7 484 7 173 5 156 5 043 5 013 4 694 | 59,0 % 57,7 % 57,1 % 54,7 % 39,2 % 38,5 % 38,2 % 35,8 % |
| Nr. 6     | 4     | 4. Januar 1852                  | 17 462            | 10 074          | 57,7 %            | August von Gonzenbach Gottlieb Müller | ER FL          | 5 983 3 756                                     | 59,4 % 37,3 %                                           |
| Nr. 7     | 4     | 26. Oktober 1851                | 16 070            | 13 127          | 81,7 %            | Johann Ulrich Lehmann Johann Ulrich Gfeller Johannes Bach Karl Karrer Christian Mauerhofer Gottlieb Rudolf Bühlmann Christoph Albert Kurz Eduard Kernen          | FL FL ER ER    | 8 106 7 971 7 685 7 654 4 860 4 829 4 771 4 769 | 61,8 % 60,7 % 58,5 % 58,3 % 37,0 % 36,8 % 36,3 % 36,3 % |
| Nr. 8     | 4     | 26. Oktober 1851                | 16 643            | 14 803          | 88,8 %            | Johann Bützberger Johann Rudolf Vogel Jakob Stämpfli Johann Rudolf Schneider Guillaume-Henri Dufour Abraham Friedrich Geiser Friedrich Friedli Ulrich Ochsenbein | FL FL ER LM    | 9 248 9 146 9 021 8 990 4 943 4 716 4 390 4 340 | 62,5 % 61,8 % 60,9 % 60,7 % 33,4 % 31,9 % 29,7 % 29,3 % |
| Nr. 8     | 4     | 23. November 1851 (2. Wahlgang) | 16 640            | 13 069          | 78,5 %            | Johannes Hubler Abraham Friedrich Geiser | FL ER          | 8 074 4 402                                     | 61,8 % 33,7 %                                           |
| Nr. 9     | 3     | 26. Oktober 1851                | 13 002            | 12 237          | 94,1 %            | Jakob Stämpfli Johann Rudolf Schneider Johann August Weingart Guillaume-Henri Dufour Ulrich Ochsenbein Christoph Albert Kurz                                     | FL FL ER LM ER | 7 664 7 580 7 292 4 608 4 365 4 228             | 62,6 % 61,9 % 59,6 % 37,7 % 35,7 % 34,6 %               |
| Nr. 9     | 3     | 23. November 1851 (2. Wahlgang) | 12 907            | 11 000          | 85,2 %            | Xavier Stockmar Guillaume-Henri Dufour | FL ER          | 6 435 4 217                                     | 58,5 % 38,3 %                                           |
| Nr. 10    | 4     | 26. Oktober 1851                | 18 896            | 17 179          | 90,9 %            | Auguste Moschard Charles Moreau Xavier Elsässer Pierre-Ignace Aubry Auguste-Adolphe Klaye Cyprien Revel Édouard Carlin Xavier Stockmar                           | ER KK FL FL    | 8 748 8 667 8 649 8 621 8 073 8 016 8 007 7 927 | 50,9 % 50,5 % 50,3 % 50,2 % 47,0 % 46,7 % 46,6 % 46,1 % |

### Kanton Freiburg (5 Sitze)
Die Wähler konnten ihre Stimme nur an drei Wahlorten je Wahlkreis abgeben. Dieses Verfahren verschaffte den Liberalen einen grossen Vorteil gegenüber den Katholisch-Konservativen.
| Wahlkreis | Sitze | Datum            | Wahlbe- rechtigte | Anzahl Wählende | Wahlbe- teiligung | Gewählte und Nichtgewählte                             | Partei   | Stimmen           | Anteil               |
| --------- | ----- | ---------------- | ----------------- | --------------- | ----------------- | ------------------------------------------------------ | -------- | ----------------- | -------------------- |
| Nr. 20    | 3     | 26. Oktober 1851 | ca. 12 000        | 2 817           | 23,5 %            | Nicolas Glasson Julien Schaller Henri-Benjamin Presset | FL FL FL | 2 379 1 777 1 546 | 84,5 % 63,1 % 54,9 % |
| Nr. 21    | 2     | 26. Oktober 1851 | ca. 8 000         | 1 378           | 17,2 %            | J.-F.-M. Bussard Léon Pittet François-Xavier Robadey   | FL FL FL | 1 197 1 194 0 247 | 86,9 % 86,9 % 17,9 % |

### Kanton Genf (3 Sitze)
| Wahlkreis | Sitze | Datum            | Wahlbe- rechtigte | Anzahl Wählende | Wahlbe- teiligung | Gewählte und Nichtgewählte                                                                          | Partei      | Stimmen                       | Anteil                             |
| --------- | ----- | ---------------- | ----------------- | --------------- | ----------------- | --------------------------------------------------------------------------------------------------- | ----------- | ----------------------------- | ---------------------------------- |
| Nr. 49    | 3     | 26. Oktober 1851 | ca. 13 000        | 5 530           | 42,5 %            | Philippe Camperio Abraham Louis Tourte Alexandre-Félix Alméras Guillaume-Henri Dufour Louis Rilliet | FL FL LM LM | 5 283 3 885 3 659 1 898 1 503 | 95,5 % 70,3 % 66,2 % 34,3 % 27,2 % |

### Kanton Glarus (2 Sitze)
| Wahlkreis | Sitze | Datum            | Gewählte                     | Partei |
| --------- | ----- | ---------------- | ---------------------------- | ------ |
| Nr. 18    | 2     | 26. Oktober 1851 | Caspar Jenny Johannes Trümpy | FL LM  |

### Kanton Graubünden (4 Sitze)
| Wahlkreis | Sitze | Datum                          | Wahlbe- rechtigte | Anzahl Wählende | Wahlbe- teiligung | Gewählte und Nichtgewählte                               | Partei   | Stimmen           | Anteil               |
| --------- | ----- | ------------------------------ | ----------------- | --------------- | ----------------- | -------------------------------------------------------- | -------- | ----------------- | -------------------- |
| Nr. 32    | 1     | 26. Oktober 1851               | 5 917             | 2 284           | 38,6 %            | Johann Baptista Bavier                                   | ER       | 1 274             | 55,8 %               |
| Nr. 33    | 1     | 26. Oktober 1851               | 5 330             | 2 624           | 49,3 %            | Andreas Rudolf von Planta                                | LM       | 1 799             | 68,6 %               |
| Nr. 34    | 1     | 26. Oktober 1851               | 5 475             | 2 966           | 54,2 %            | Georg Michel Johann Rudolf Brosi                         | FL FL    | 1 084 0 865       | 36,5 % 29,2 %        |
| Nr. 34    | 1     | 9. November 1851 (2. Wahlgang) | 5 475             | 3 034           | 55,4 %            | Georg Michel Johann Rudolf Brosi Giuseppe a Marca        | FL FL LM | 2 056 0 666 0 222 | 67,8 % 22,0 % 07,3 % |
| Nr. 35    | 1     | 26. Oktober 1851               | 5 278             | 3 677           | 69,7 %            | Johann Bartholome Arpagaus Ludwig Vieli Giuseppe a Marca | LM KK LM | 1 900 1 200 0 400 | 51,7 % 32,6 % 10,9 % |

### Kanton Luzern (7 Sitze)
| Wahlkreis | Sitze | Datum            | Wahlbe- rechtigte | Anzahl Wählende | Wahlbe- teiligung | Gewählte und Nichtgewählte                                             | Partei      | Stimmen                 | Anteil                      |
| --------- | ----- | ---------------- | ----------------- | --------------- | ----------------- | ---------------------------------------------------------------------- | ----------- | ----------------------- | --------------------------- |
| Nr. 11    | 2     | 26. Oktober 1851 | 8 060             | 4 147           | 51,5 %            | Jakob Robert Steiger Jakob Kopp Josef Banz Jost Peyer                  | FL LM KK KK | 2 849 2 623 1 519 1 255 | 68,7 % 63,3 % 36,6 % 30,3 % |
| Nr. 12    | 2     | 26. Oktober 1851 | 7 917             | 3 788           | 47,9 %            | Philipp Anton von Segesser Alois Kopp Johann Baptist Sidler Jost Peyer | KK KK FL FL | 2 971 2 884 0 929 0 796 | 78,4 % 76,1 % 24,5 % 21,0 % |
| Nr. 13    | 3     | 26. Oktober 1851 | 11 520            | 3 406           | 29,6 %            | Josef Sigmund Bühler Casimir Pfyffer Anton Schnyder                    | FL FL FL    | 3 426 3 416 3 379       | 100,6 % 100,3 % 99,2 %      |

### Kanton Neuenburg (4 Sitze)
| Wahlkreis | Sitze | Datum            | Wahlbe- rechtigte | Anzahl Wählende | Wahlbe- teiligung | Gewählte und Nichtgewählte                                          | Partei   | Stimmen                 | Anteil                      |
| --------- | ----- | ---------------- | ----------------- | --------------- | ----------------- | ------------------------------------------------------------------- | -------- | ----------------------- | --------------------------- |
| Nr. 48    | 4     | 26. Oktober 1851 | 16 850            | 4 527           | 26,9 %            | Fritz Courvoisier Frédéric Lambelet Hugues Thomas Auguste Rougemont | FL FL FL | 4 487 4 445 4 350 4 203 | 99,1 % 98,2 % 96,1 % 92,8 % |

### Kanton Nidwalden (1 Sitz)
| Wahlkreis | Sitze | Datum            | Gewählte und Nichtgewählte  | Partei |
| --------- | ----- | ---------------- | --------------------------- | ------ |
| Nr. 17    | 1     | 26. Oktober 1851 | Franz Durrer Franz Odermatt | KK FL  |

### Kanton Obwalden (1 Sitz)
| Wahlkreis | Sitze | Datum            | Gewählte   | Partei |
| --------- | ----- | ---------------- | ---------- | ------ |
| Nr. 16    | 1     | 26. Oktober 1851 | Franz Wirz | KK     |

### Kanton Schaffhausen (2 Sitze)
| Wahlkreis | Sitze | Datum                          | Wahlbe- rechtigte | Anzahl Wählende | Wahlbe- teiligung | Gewählte und Nichtgewählte                                              | Partei      | Stimmen                 | Anteil                      |
| --------- | ----- | ------------------------------ | ----------------- | --------------- | ----------------- | ----------------------------------------------------------------------- | ----------- | ----------------------- | --------------------------- |
| Nr. 25    | 2     | 26. Oktober 1851               | 5 879             | 2 169           | 36,9 %            | Johann Georg Fuog Friedrich Peyer im Hof Julius Ziegler Zacharias Gysel | FL FL ER LM | 1 471 1 287 0 391 0 330 | 67,8 % 59,3 % 18,0 % 15,2 % |
| Nr. 25    | 2     | 9. November 1851 (2. Wahlgang) | 5 879             | 2 409           | 41,0 %            | Johann Georg Fuog Zacharias Gysel                                       | FL LM       | 1 471 0 636             | 61,1 % 26,4 %               |

### Kanton Schwyz (2 Sitze)
| Wahlkreis | Sitze | Datum            | Wahlbe- rechtigte | Anzahl Wählende | Wahlbe- teiligung | Gewählte und Nichtgewählte                                                       | Partei      | Stimmen                 | Anteil                      |
| --------- | ----- | ---------------- | ----------------- | --------------- | ----------------- | -------------------------------------------------------------------------------- | ----------- | ----------------------- | --------------------------- |
| Nr. 15    | 2     | 26. Oktober 1851 | ca. 12 000        | 1 721           | 14,3 %            | Franz Karl Schuler Johann Anton Steinegger Nazar von Reding Jakob Meinrad Hegner | LM KK LM FL | 1 235 1 052 0 355 0 321 | 71,2 % 61,1 % 20,6 % 18,7 % |

### Kanton Solothurn (3 Sitze)
| Wahlkreis | Sitze | Datum            | Wahlbe- rechtigte | Anzahl Wählende | Wahlbe- teiligung | Gewählte und Nichtgewählte                                         | Partei   | Stimmen                 | Anteil                      |
| --------- | ----- | ---------------- | ----------------- | --------------- | ----------------- | ------------------------------------------------------------------ | -------- | ----------------------- | --------------------------- |
| Nr. 22    | 3     | 26. Oktober 1851 | 16 167            | 6 047           | 37,4 %            | Johann Jakob Trog Josef Munzinger Niklaus Pfluger Benjamin Brunner | FL FL FL | 5 549 5 203 3 721 0 800 | 91,8 % 86,0 % 61,5 % 13,2 % |
| Nr. 22    | 3     | 4. Januar 1852   | 16 167            | 4 685           | 29,0 %            | Benjamin Brunner Joseph Wilhelm Viktor Vigier                      | FL DL    | 3 678 1 492             | 78,5 % 31,8 %               |

### Kanton St. Gallen (8 Sitze)
| Wahlkreis | Sitze | Datum            | Wahlbe- rechtigte | Anzahl Wählende | Wahlbe- teiligung | Gewählte und Nichtgewählte                                                                        | Partei      | Stimmen                 | Anteil                      |
| --------- | ----- | ---------------- | ----------------- | --------------- | ----------------- | ------------------------------------------------------------------------------------------------- | ----------- | ----------------------- | --------------------------- |
| Nr. 28    | 2     | 26. Oktober 1851 | 11 840            | 7 654           | 64,6 %            | Joseph Marzell Hoffmann Wilhelm Matthias Naeff August von Gonzenbach Johann Joseph Müller         | FL FL ER KK | 4 245 4 125 3 016 2 916 | 55,5 % 53,9 % 39,4 % 38,1 % |
| Nr. 28    | 2     | 4. Januar 1852   | 11 844            | 6 919           | 58,4 %            | Jakob Ulrich Ritter Gallus Jakob Baumgartner Konrad Bärlocher                                     | FL KK KK    | 4 397 0 886 0 352       | 63,5 % 12,8 % 0 5,1 %       |
| Nr. 29    | 2     | 26. Oktober 1851 | 11 564            | 7 710           | 66,7 %            | Christian Rohrer Josef Leonhard Bernold Gallus Jakob Baumgartner Franz Anton Good                 | FL FL KK KK | 4 549 4 412 2 821 2 654 | 59,0 % 57,2 % 36,6 % 34,4 % |
| Nr. 30    | 2     | 26. Oktober 1851 | 12 096            | 7 950           | 65,7 %            | Abraham Raschle Benedikt Schubiger Benedikt Höfliger Georg Friedrich Anderegg                     | FL FL KK ER | 5 060 4 131 3 021 2 938 | 63,6 % 52,0 % 38,0 % 37,0 % |
| Nr. 31    | 2     | 26. Oktober 1851 | 11 900            | 9 065           | 76,2 %            | Johann Georg Anderegg Johann Matthias Hungerbühler Gallus Jakob Baumgartner August von Gonzenbach | LM FL KK ER | 5 281 5 152 3 778 3 344 | 58,3 % 56,5 % 41,7 % 36,9 % |

### Kanton Tessin (6 Sitze)
| Wahlkreis | Sitze | Datum            | Wahlbe- rechtigte | Anzahl Wählende | Wahlbe- teiligung | Gewählte und Nichtgewählte                                                                                       | Partei      | Stimmen                               | Anteil                                    |
| --------- | ----- | ---------------- | ----------------- | --------------- | ----------------- | --- | ----------- | ------------------------------------- | ----------------------------------------- |
| Nr. 40    | 3     | 26. Oktober 1851 | 11 676            | ca. 8 000       | 68,5 %            | Agostino Demarchi Benigno Soldini Giacomo Luvini Giovanni Polar Pietro Matti                                     | FL FL KK KK | 5 205 5 155 5 140 ca. 2 800 ca. 2 800 | 65,1 % 64,4 % 64,3 % ca. 35 % ca. 35 %    |
| Nr. 41    | 3     | 26. Oktober 1851 | 11 783            | ca. 7 450       | 63,2 %            | Rocco Bonzanigo Giovanni Battista Pioda Stefano Franscini Michele Pedrazzini Cristofero Cattaneo Giacomo Soldati | LM FL KK KK | 4 077 4 021 3 894 3 703 3 070 1 141   | 54,7 % 54,0 % 52,3 % 49,7 % 41,2 % 15,3 % |
| Nr. 41    | 3     | 21. März 1852    | 11 783            | ?               | ?                 | Valentino Alessandro Balli                                                                                       | LM          | ?                                     | ?                                         |

### Kanton Thurgau (4 Sitze)
| Wahlkreis | Sitze | Datum                          | Wahlbe- rechtigte | Anzahl Wählende | Wahlbe- teiligung | Gewählte und Nichtgewählte | Partei            | Stimmen                                                 | Anteil                                                  |
| --------- | ----- | ------------------------------ | ----------------- | --------------- | ----------------- | --- | ----------------- | ------------------------------------------------------- | ------------------------------------------------------- |
| Nr. 39    | 4     | 26. Oktober 1851               | 20 267            | 17 277          | 85,2 %            | Johann Konrad Kern Johann Georg Kreis Eduard Häberlin Johann Ludwig Sulzberger Johann Isler Augustin Ramsperger Philipp Gottlieb Labhardt Johann Ludwig Sulzberger | FL FL DL KK DL LM | 15 056 13 040 09 009 07 824 06 002 02 588 02 349 01 658 | 92,6 % 80,2 % 55,4 % 48,1 % 36,9 % 15,9 % 14,4 % 10,2 % |
| Nr. 39    | 4     | 9. November 1851 (2. Wahlgang) | 20 267            | 16 195          | 79,9 %            | Johann Ludwig Sulzberger Johann Isler Augustin Ramsperger | FL DL KK          | 08 169 05 461 01 168                                    | 50,4 % 33,7 % 07,2 %                                    |

### Kanton Uri (1 Sitz)
| Wahlkreis | Sitze | Datum            | Gewählte       | Partei |
| --------- | ----- | ---------------- | -------------- | ------ |
| Nr. 14    | 1     | 26. Oktober 1851 | Florian Lusser | KK     |

### Kanton Waadt (10 Sitze)
| Wahlkreis | Sitze | Datum                          | Wahlbe- rechtigte | Anzahl Wählende | Wahlbe- teiligung | Gewählte und Nichtgewählte | Partei               | Stimmen                                               | Anteil                                                         |
| --------- | ----- | ------------------------------ | ----------------- | --------------- | ----------------- | --- | -------------------- | ----------------------------------------------------- | -------------------------------------------------------------- |
| Nr. 42    | 4     | 26. Oktober 1851               | 19 797            | 9 307           | 47,0 %            | Édouard Dapples Auguste de Loës Louis Blanchenay Louis Wenger Jules Martin Jules Puenzieux Xavier Gottofrey Auguste Rogivue Jules Eytel | LM LM FL LM FL DL    | 4 814 4 382 4 143 4 031 3 865 3 821 3 700 3 383 1 566 | 53,2 % 48,4 % 45,8 % 44,6 % 42,7 % 42,2 % 40,9 % 37,4 % 17,3 % |
| Nr. 42    | 4     | 2. November 1851 (2. Wahlgang) | 20 533            | 10 555          | 51,4 %            | Auguste de Loës Louis Wenger Louis Blanchenay Jules Martin Jules Puenzieux Xavier Gottofrey Jules Eytel                                 | LM FL LM DL          | 5 306 5 251 5 200 4 613 4 488 4 427 1 849             | 50,3 % 49,7 % 49,3 % 43,7 % 42,5 % 41,9 % 17,5 %               |
| Nr. 42    | 4     | 9. November 1851 (3. Wahlgang) | ca. 20 500        | 10 836          | 52,9 %            | Louis Wenger Louis Blanchenay Jules Puenzieux Xavier Gottofrey Jules Eytel                                                              | FL FL LM DL          | 5 910 5 721 4 591 4 455 0 504                         | 54,5 % 52,8 % 42,4 % 41,1 % 04,7 %                             |
| Nr. 43    | 3     | 26. Oktober 1851               | 15 314            | 7 657           | 50,0 %            | Emmanuel-D. Bourgeois Henri Druey Justin Bornand Charles Burnand Jean Muret David Guignard                                              | LM FL LM DL          | 6 226 4 574 4 016 2 673 2 376 0 659                   | 81,3 % 59,7 % 52,4 % 34,9 % 31,0 % 08,6 %                      |
| Nr. 43    | 3     | 28. Dezember 1851              | ca. 15 300        | 5 439           | 35,6 %            | Charles Estoppey Jean Muret | FL LM                | 3 012 1 287                                           | 55,4 % 23,9 %                                                  |
| Nr. 44    | 3     | 26. Oktober 1851               | 15 483            | 7 503           | 48,5 %            | Charles Bontems Vincent Kehrwand François Thury Louis Frossard Constant Bourgeaud Jean Schopfer Alexandre Bolle                         | LM FL DL LM DL LM DL | 3 716 3 580 3 551 3 403 2 816 2 730 0 892             | 49,5 % 47,7 % 47,3 % 45,4 % 37,5 % 36,4 % 11,9 %               |
| Nr. 44    | 3     | 2. November 1851 (2. Wahlgang) | 15 871            | 8 240           | 51,9 %            | Charles Bontems Vincent Kehrwand François Thury Louis Frossard Constant Bourgeaud Jean Schopfer                                         | LM FL DL LM DL LM    | 4 612 4 421 4 197 3 848 3 381 2 685                   | 56,0 % 53,7 % 50,9 % 46,7 % 41,0 % 32,6 %                      |

### Kanton Wallis (4 Sitze)
| Wahlkreis | Sitze | Datum                           | Wahlbe- rechtigte | Anzahl Wählende | Wahlbe- teiligung | Gewählte und Nichtgewählte                                                                | Partei      | Stimmen                       | Anteil                             |
| --------- | ----- | ------------------------------- | ----------------- | --------------- | ----------------- | ----------------------------------------------------------------------------------------- | ----------- | ----------------------------- | ---------------------------------- |
| Nr. 45    | 1     | 26. Oktober 1851                | 5 513             | 2 034           | 36,9 %            | Alexis Allet Joseph Anton Clemenz                                                         | KK LM       | 0 939 0 630                   | 46,2 % 31,0 %                      |
| Nr. 45    | 1     | 16. November 1851 (2. Wahlgang) | ca. 5 500         | 2 559           | 46,5 %            | Alexis Allet Joseph Anton Clemenz                                                         | KK LM       | 1 583 0 711                   | 61,9 % 27,8 %                      |
| Nr. 46    | 1     | 26. Oktober 1851                | 5 232             | 2 276           | 43,5 %            | Antoine de Riedmatten Joseph Rion                                                         | KK LM       | 1 278 0 947                   | 56,2 % 41,6 %                      |
| Nr. 47    | 2     | 26. Oktober 1851                | 9 641             | 2 970           | 30,8 %            | Maurice Barman Adrien-Félix Pottier Antoine Luder Camille de Werra Maurice-Eugène Filliez | FL FL KK FL | 1 640 1 500 1 197 1 154 0 294 | 55,2 % 50,5 % 40,3 % 38,8 % 09,9 % |

### Kanton Zug (1 Sitz)
| Wahlkreis | Sitze | Datum            | Wahlbe- rechtigte | Anzahl Wählende | Wahlbe- teiligung | Gewählte und Nichtgewählte | Partei | Stimmen | Anteil  |
| --------- | ----- | ---------------- | ----------------- | --------------- | ----------------- | -------------------------- | ------ | ------- | ------- |
| Nr. 19    | 1     | 26. Oktober 1851 | ca. 3 850         | 912             | 23,7 %            | Silvan Schwerzmann         | KK     | 912     | 100,0 % |

### Kanton Zürich (13 Sitze)
| Wahlkreis | Sitze | Datum                          | Wahlbe- rechtigte | Anzahl Wählende | Wahlbe- teiligung | Gewählte und Nichtgewählte                                                                                              | Partei            | Stimmen                                         | Anteil                                                  |
| --------- | ----- | ------------------------------ | ----------------- | --------------- | ----------------- | --- | ----------------- | ----------------------------------------------- | ------------------------------------------------------- |
| Nr. 1     | 4     | 26. Oktober 1851               | 18 175            | 2 453           | 13,5 %            | Jonas Furrer Alfred Escher Jakob Dubs Georg Joseph Sidler Paul Carl Eduard Ziegler Johann Jakob Treichler Heinrich Hüni | FL FL ER DL FL    | 1 828 1 764 1 609 1 163 1 070 0 733 0 241       | 74,5 % 71,9 % 65,6 % 47,4 % 43,6 % 29,9 % 09,8 %        |
| Nr. 1     | 4     | 9. November 1851 (2. Wahlgang) | 18 175            | 1 886           | 10,4 %            | Georg Joseph Sidler Johann Jakob Treichler                                                                              | FL DL             | 0 991 0 737                                     | 52,5 % 37,1 %                                           |
| Nr. 1     | 4     | 7. März 1852                   | 18 320            | 11 285          | 61,6 %            | Johann Jakob Treichler Johann Stapfer                                                                                   | DL ER             | 6 050 5 146                                     | 53,6 % 45,6 %                                           |
| Nr. 2     | 3     | 26. Oktober 1851               | 14 702            | 1 661           | 11,3 %            | Jonas Furrer Hermann Stadtmann Karl Adolf Huber Benjamin Brändli Felix Wild Ludwig Snell Johann Weber Heinrich Mousson  | FL FL ER DL FL ER | 1 257 0 720 0 654 0 425 0 378 0 367 0 280 0 271 | 75,7 % 43,3 % 39,4 % 25,6 % 22,8 % 22,1 % 16,9 % 16,3 % |
| Nr. 2     | 3     | 9. November 1851 (2. Wahlgang) | 14 709            | 1 681           | 11,4 %            | Hermann Stadtmann Benjamin Brändli Karl Adolf Huber Johann Weber                                                        | FL FL FL          | 1 181 0 995 0 229 0 176                         | 70,3 % 59,2 % 13,6 % 10,5 %                             |
| Nr. 2     | 3     | 30. November 1851              | 14 709            | 1 659           | 11,3 %            | Guillaume-Henri Dufour Karl Adolf Huber Johann Jakob Treichler Hans Ott                                                 | ER FL DL ER       | 1 174 0 370 0 290 0 145                         | 70,8 % 22,3 % 17,5 % 08,7 %                             |
| Nr. 2     | 3     | 14. Dezember 1851              | 14 730            | 1 774           | 12,0 %            | Karl Adolf Huber Johann Jakob Treichler                                                                                 | FL DL             | 1 094 0 573                                     | 61,7 % 32,3 %                                           |
| Nr. 3     | 3     | 26. Oktober 1851               | 14 946            | 2 367           | 15,8 %            | Rudolf Wäffler Hans Heinrich Zangger Heinrich Rüegg Heinrich Guyer Johann Jakob Treichler                               | FL FL ER DL       | 1 941 1 676 1 470 0 643 0 255                   | 82,0 % 70,8 % 62,1 % 27,2 % 10,8 %                      |
| Nr. 4     | 3     | 26. Oktober 1851               | 15 074            | 1 976           | 13,1 %            | Paul Carl Eduard Ziegler Rudolf Benz Johann Jakob Ryffel                                                                | ER FL FL          | 1 889 1 851 1 714                               | 95,6 % 93,7 % 86,7 %                                    |

## Ersatzwahlen bis 1854
Aufgrund von Vakanzen während der darauf folgenden 2. Legislaturperiode fanden 13 Ersatzwahlen in zwölf Wahlkreisen statt.
| Wahlkreis / Kanton | Ersatz für                                | Datum                          | Wahlbe- rechtigte | Anzahl Wählende | Wahlbe- teiligung | Gewählte und Nichtgewählte                                                           | Partei   | Stimmen                 | Anteil                      |
| ------------------ | ----------------------------------------- | ------------------------------ | ----------------- | --------------- | ----------------- | ------------------------------------------------------------------------------------ | -------- | ----------------------- | --------------------------- |
| Nr. 10 (BE)        | Charles Moreau                            | 4. Mai 1854                    | ca. 16 500        | 14 464          | 87,7 %            | Paul Migy Joseph Koller                                                              | FL KK    | 7 612 6 360             | 52,6 % 44,9 %               |
| Nr. 11 (LU)        | Jakob Robert Steiger                      | 4. Juli 1852                   | ca. 8 000         | 1 150           | 14,4 %            | Vinzenz Huber                                                                        | FL       | 1 144                   | 99,5 %                      |
| Nr. 15 (SZ)        | Franz Karl Schuler                        | 23. Mai 1852                   | ca. 12 000        | 1 634           | 13,6 %            | Karl Styger Nazar von Reding                                                         | KK LM    | 1 348 0 275             | 82,6 % 17,3 %               |
| Nr. 19 (ZG)        | Silvan Schwerzmann                        | 3. Juli 1853                   | ?                 | ?               | ?                 | Konrad Bossard                                                                       | KK       | ?                       | ?                           |
| Nr. 20 (FR)        | Julien Schaller                           | 22. August 1852                | ca. 14 000        | 10 320          | 73,7 %            | Hubert Charles Jean Folly                                                            | KK FL    | 6 943 3 377             | 67,2 % 32,8 %               |
| Nr. 21 (FR)        | J.-F.-M. Bussard                          | 26. Juni 1853                  | ca. 9 000         | ?               | ?                 | Louis de Wuilleret Pierre-Théodule Fracheboud                                        | KK KK    | ? ?                     | ? ?                         |
| Nr. 21 (FR)        | J.-F.-M. Bussard                          | 30. Oktober 1853 (2. Wahlgang) | ca. 9 000         | ?               | ?                 | Louis de Wuilleret Pierre-Théodule Fracheboud                                        | KK KK    | 3 232 2 068             | ? ?                         |
| Nr. 22 (SO)        | Niklaus Pfluger                           | 11. Juni 1854                  | ca. 14 350        | 3 488           | 24,3 %            | Simon Lack                                                                           | LM       | 3 143                   | 90,1 %                      |
| Nr. 23 (BS)        | Achilles Bischoff                         | 27. April 1853                 | ca. 3 400         | 1 650           | 48,5 %            | Johann Jakob Stehlin                                                                 | LM       | 0 967                   | 58,6 %                      |
| Nr. 37 (AG)        | Samuel Schwarz                            | 20. Juni 1852                  | 17 606            | 13 832          | 78,6 %            | Johann Rudolf Ringier Gottlieb Jäger                                                 | LM FL    | 7 683 4 761             | 61,7 % 38,3 %               |
| Nr. 38 (AG)        | Gregor Lützelschwab Karl Ludwig Baldinger | 20. Juni 1852                  | 13 342            | 10 158          | 76,1 %            | Karl Ferdinand Schimpf Wilhelm Karl Baldinger Karl Emanuel Fahrländer Joseph Stäuble | FL KK FL | 7 423 6 052 1 772 1 312 | 73,7 % 59,6 % 17,4 % 12,9 % |
| Nr. 38 (AG)        | Karl Ferdinand Schimpf                    | 26. Dezember 1853              | 13 136            | 10 215          | 77,8 %            | Karl Emanuel Fahrländer Joseph Stäuble                                               | KK FL    | 6 237 3 444             | 61,1 % 33,7 %               |
| Nr. 40 (TI)        | Benigno Soldini                           | 20. Juni 1852                  | ca. 12 000        | 4 499           | 37,5 %            | Augusto Fogliardi                                                                    | FL       | 2 396                   | 53,3 %                      |
| Nr. 43 (VD)        | Justin Bornand                            | 22. Mai 1853                   | ca. 20 500        | 5 768           | 28,1 %            | Abram-Daniel Meystre Charles Burnand                                                 | DL LM    | 4 189 1 330             | 72,6 % 23,1 %               |

## Quelle
- Erich Gruner: Die Wahlen in den Schweizerischen Nationalrat 1848–1919. Band 3. Francke Verlag, Bern 1978, ISBN 3-7720-1445-3, S. 27–40.